# Weert Lokaal
Weert Lokaal is een lokale politieke partij in de Nederlandse gemeente Weert in de provincie Limburg. Ze is niet gebonden aan landelijke partijen of organisaties. Wel werkt Weert Lokaal samen met de provinciale partij Lokaal-Limburg. De partij heeft een sociaaldemocratische inslag en hanteert als drie kernwaarden; progressief, betrokken en benaderbaar. De wortels van Weert Lokaal voeren terug tot 1931 waardoor de partij als één van de oudste in Nederland kan worden gezien.
De partij zet zich in voor de belangen van de gemeente Weert, een brede harmonische ontwikkeling van Weert als centrumgemeente in Midden-Limburg, en het belang van alle bewoners van de gemeente Weert.
De partij ontstond na de gemeenteraadsverkiezingen in 2002 uit een fusie van de Werknemerspartij en Pact'97. Pact '97 was op haar beurt in 1997 vlak na het samengaan van de gemeenten Weert en Stramproy ontstaan uit de Groep Wiel Derckx, Weert u Waardig en Royer Belang. Weert Lokaal is statutair een voortzetting van de Werknemerspartij.
Als fusiepartij en grootste in de gemeenteraad nam Weert Lokaal in 2002 het voortouw in wat lange en moeilijke coalitieonderhandelingen zouden blijken. Uiteindelijk werd een coalitie gevormd met de kleinst mogelijke meerderheid in de gemeenteraad bestaande uit Weert Lokaal, VVD, D66 en WAP.
In 2006 verloor de partij twee van haar acht zetels en kwam in de oppositie terecht.
In 2010 behaalde Weert Lokaal vijf zetels, maar nam opnieuw deel aan het gemeentebestuur met VVD en CDA. Wethouder namens de partij werd Harrie Litjens.
In 2014 behaalde Weert Lokaal weer acht zetels en werd opnieuw de grootste partij in Weert. Wethouders werden Harrie Litjens en lijsttrekker Geert Gabriëls in een coalitie met VVD en SP. Wethouder Litjens werd in 2016 tussentijds opgevolgd door Martijn van den Heuvel.
In 2018 werd Weert Lokaal onder lijsttrekker Geert Gabriëls opnieuw de grootste met twaalf zetels. In een brede coalitie van Weert Lokaal, CDA, VVD, SP met additionele ondersteuning door D66 vanuit de gemeenteraad werden Gabriëls en Van den Heuvel opnieuw wethouder. Door het aansluiten van ex-SP raadslid Jeroen Goubet in 2020 groeide de fractie naar 13 zetels. Door benoeming van Gabriëls tot gedeputeerde van de provincie Limburg volgde raadslid Henk van de Loo hem in de zomer van 2021 op als wethouder.
In 2022 behield de partij met Van den Heuvel als lijsttrekker haar twaalf zetels in de raad en bleef daarmee de grootste. Er werd een coalitie gevormd met de VVD en D66. Wethouder namens Weert Lokaal werden Martijn van den Heuvel, Suzanne Winters en Michèle Ferrière.